# Acanthonevra speciosa
Acanthonevra speciosa
 es una especie de insecto del género Acanthonevra de la familia Tephritidae del orden Diptera. 

## Historia
Friedrich Georg Hendel la describió científicamente por primera vez en el año 1915.